# Мхитаристы
Мхитаристы (арм. Մխիթարյաններ), или Бенедиктинская конгрегация мхитаристов (лат. Benedictina Congregatio Mechitarista — армянский католический монашеский орден.

## История

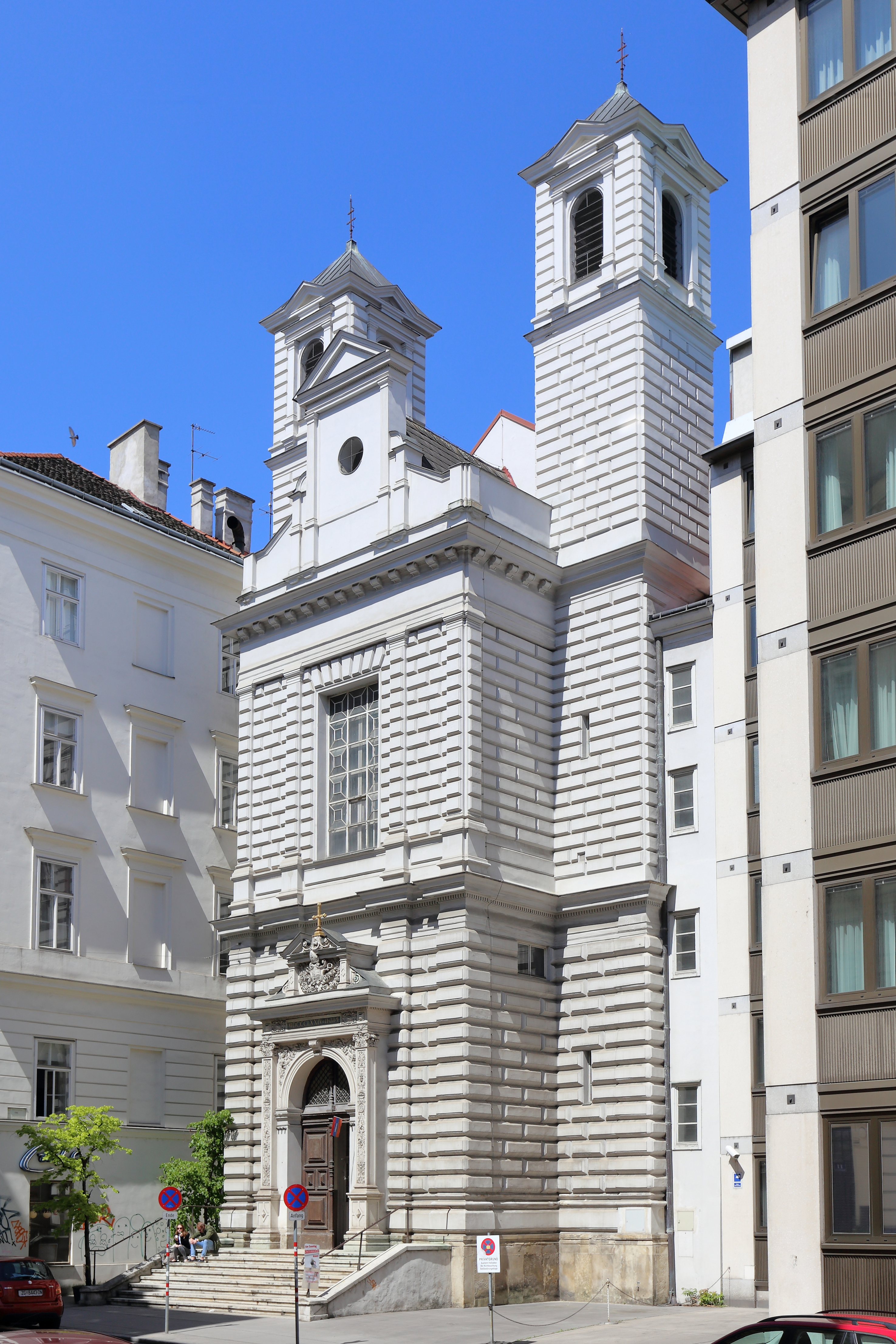
Церковь ордена в Вене, Австрия

Основан в 1712 году Мхитаром Севастийским (1676—1749 гг). Орден с 1717 года обосновался на острове Св. Лазаря — Сан-Ладзаро дельи Армени, близ Венеции, который Мхитар Севастийский (Манук ди Пьетро), бежавший вместе с группой последователей от турецкого преследования и отдавшийся под покровительство папы римского, получил от венецианских правителей «на вечное пользование».
В XIX веке мхитаристы внесли значительный вклад в возрождение армянской филологии, литературы и культуры. Они опубликовали большое количество древних армянских христианских рукописей, в 1836 году издали первый словарь армянского языка, а с 1843 года издают научный и литературный журнал Базмавеп.
Также орден занимался проповеднической деятельностью в странах Ближнего Востока.
По данным на 2014 год, орден насчитывал 32 монашествующих, из них 24 священника. Ордену принадлежит 11 монастырей.